# Шамбре, Жак Франсуа
Жак Франсуа Шамбре (фр. Jacques-François de Chambray; 1687—1756) — французский адмирал и дипломат.

## Биография
Жак Франсуа Шамбре родился 15 марта 1687 года в нормандском городе Эврё. С детства был предназначен к поступлению в Мальтийский орден и был пажом у мальтийского гроссмейстера.

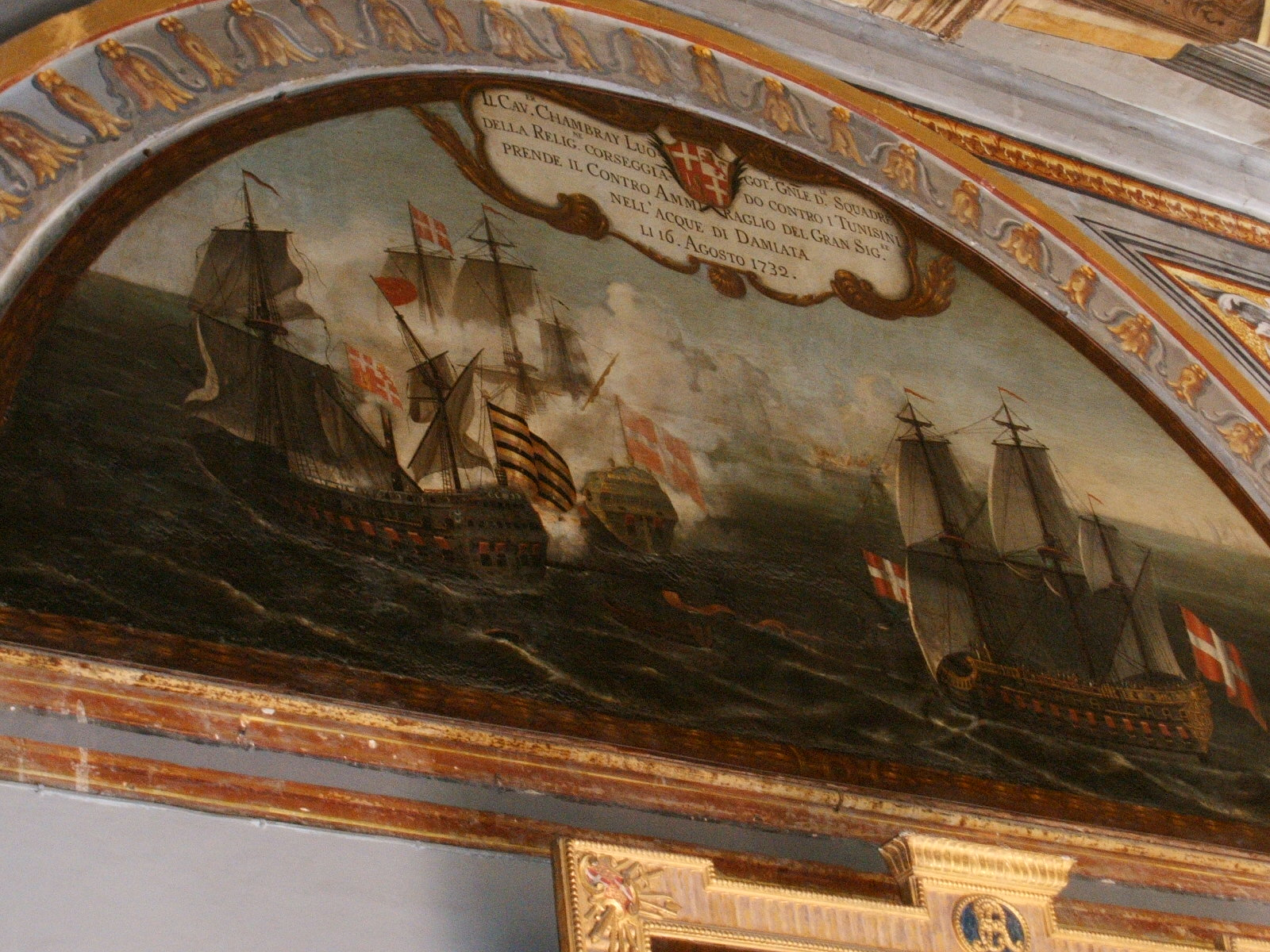
Битва при Думьяте

Прослужив несколько лет в сухопутной армии во Франции, Шамбре вернулся на Мальту, поступил во флот и принимал деятельное участие в борьбе мальтийских рыцарей против Османской империи. Особенно отличился в одной из битв 16 августа 1732 года, когда с небольшими силами напал в дельте Нила близ города Думьят на турецкую эскадру и захватил 72-пушечный корабль турецкого флота.
Помимо этого Шамбре неоднократно выполнял роль посла Ордена выполняя дипломатические миссии при королевском дворе в Лиссабоне и Неаполе.
В 1735 году Мальтийский орден существенно сократил свой военный флот, и Жак Франсуа Шамбре, оставшись без дела, занялся постройкой и укреплением за свой собственный счет городка на острове Гоцо, входящим в Мальтийский архипелаг лежащем к северо-западу от Мальты из-за чего город стали называть Cité neuve de Chambray или просто Форт Шамбре. С 1749 по 1750 год выполнял обязанности губернатора острова Гоцо (англ. Гозо).
Жак Франсуа Шамбре умер 8 апреля 1756 года на Мальте.